# Disch-Haus
Disch-Haus ist der Name eines Büro- und Geschäftshauses im Stadtbezirk Köln-Innenstadt, Brückenstraße 19/Ecke Herzogstraße 36.

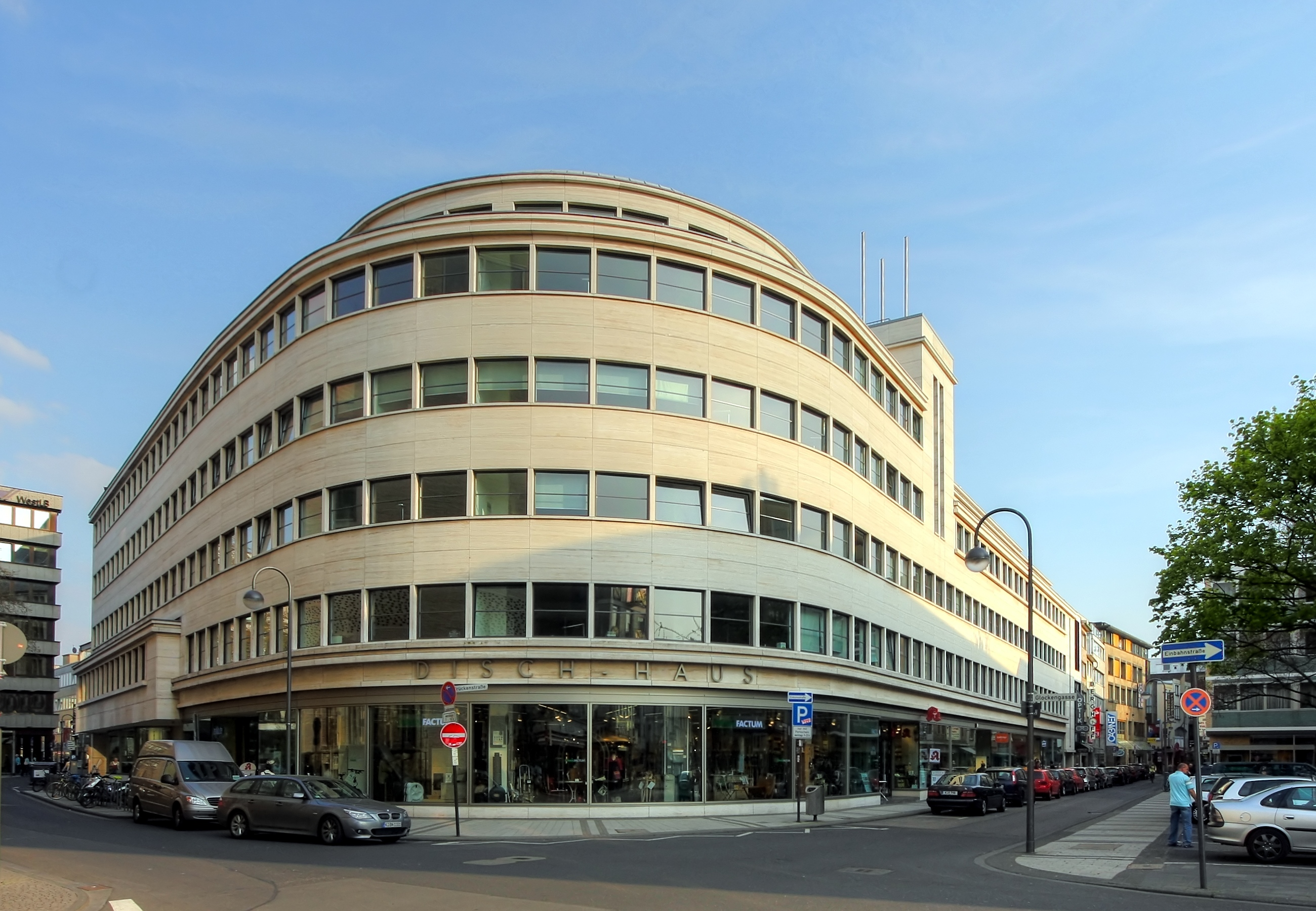
Das Disch-Haus in Köln

## Entstehungsgeschichte

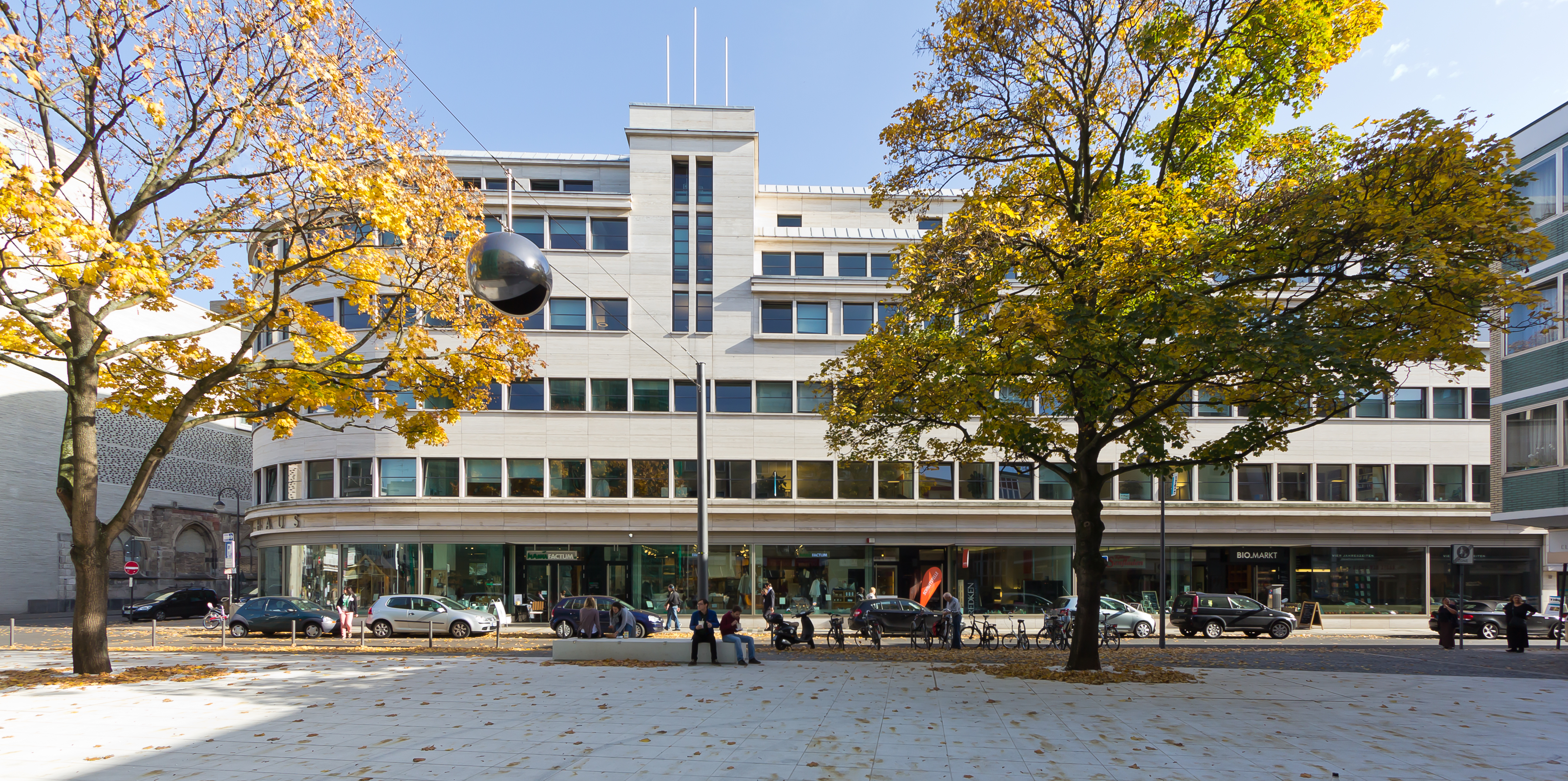
Fritz-Gruber-Platz – Disch-Haus

Seinen Namen hat es vom „Hotel Disch“, ursprünglich an dieser Stelle nach einem Entwurf des Kölner Architekten Josef Felten erbaut und im Oktober 1848 vom Kölner Kunstsammler Franz Karl Damian Disch (* 1821, † 6. November 1880 in Köln) eröffnet. Das Kölner Adressbuch von 1846 titulierte Disch als Gastwirt. Der Prunkbau gehörte mit seinem für Kammermusik geeigneten Rokoko-Saal zu den auch international renommiertesten Hotels in Köln, denn in seiner Kategorie gab es nur noch das Dom-Hotel. Nach dem Tod seines Besitzers fiel das Hotel im Mai 1881 durch Versteigerung in den Besitz des Restaurators Joseph Christoph aus Frankfurt/Main. Dieser gründete am 8. Februar 1890 die Betreibergesellschaft „Disch Hotel- und Verkehrs-AG“, in deren Aufsichtsrat sich Peter Werhahn befand. Ein erster Umbau erfolgte 1890 durch das berühmte Architektenteam Heinrich Joseph Kayser und Karl von Großheim. Ein erneuter Umbau des Hotels fand 1912 statt, doch bereits im April 1929 erfolgte seine Niederlegung. Das Hotel beherbergte berühmte internationale Gäste und veranstaltete wichtige Versammlungen. Hier verstarb am 20. Dezember 1859 der erste Ehrenbürger von Köln Franz Egon Graf von Fürstenberg-Stammheim am Schleimfieber. Im Mai 1914 fand im Hotel die Delegiertenversammlung des „Centralverbandes Deutscher Industrieller“ statt.

Hotel Disch (Lithografie; Januar 1848)
Hotel Disch (1912)
Hotel Disch, Tanzsaal (1912)
Hotel Disch, Lithografie (15. Oktober 1912)

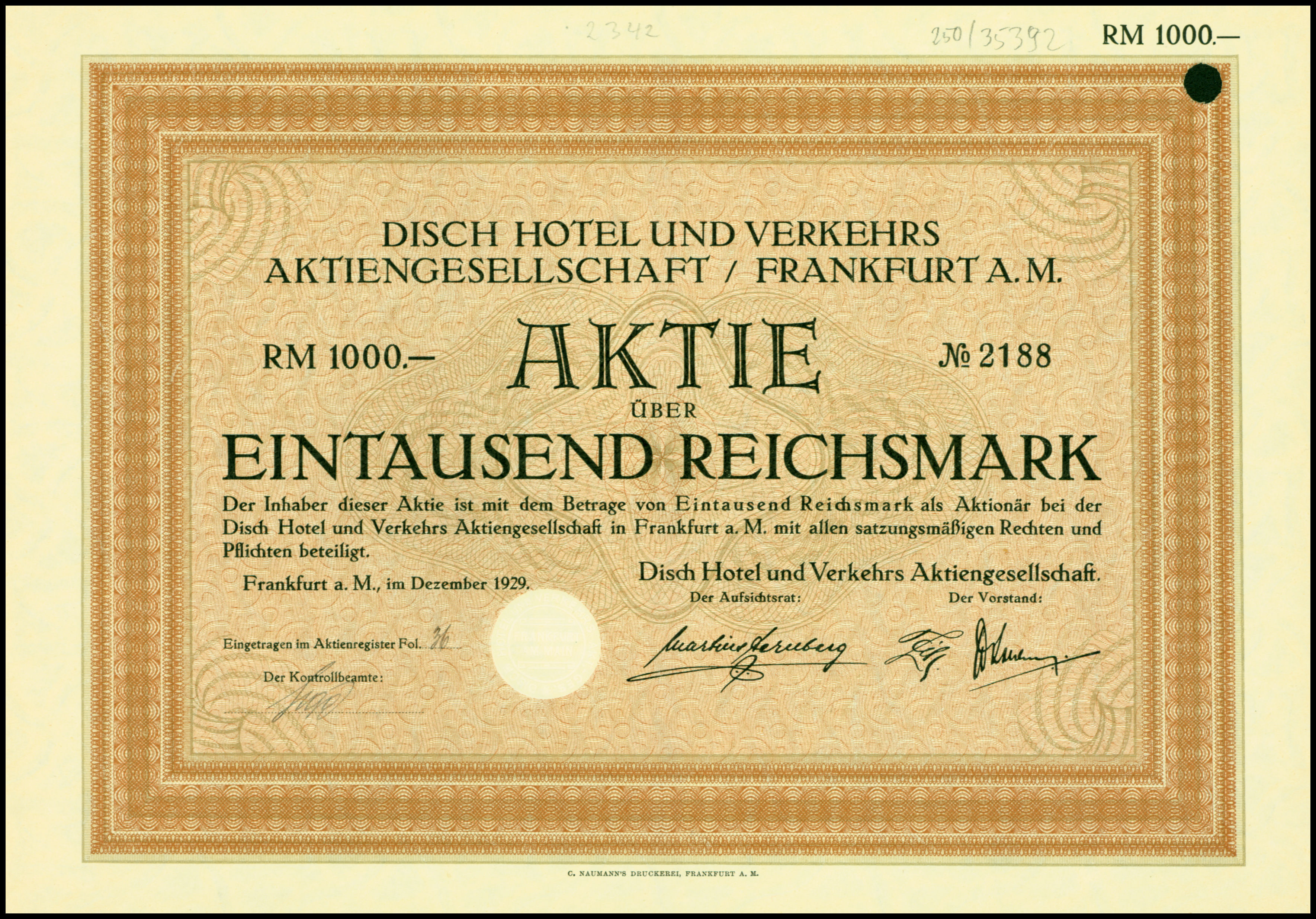
Aktie der Disch Hotel und Verkehrs AG vom Dezember 1929

Die „Disch Hotel- und Verkehrs-AG“ gehörte zum Interessenkreis des in Amsterdam lebenden Bankiers Martin Sternberg. Als die Disch-AG in die Insolvenz ging, besaß das Bankhaus Martin Sternberg ein Paket Disch-Aktien, das seine Aktien an die Düsseldorfer Baubank zur Abdeckung eines Soll-Saldos verkauft hatte. Die Stadt erwarb das Hotel 1928 aus der Insolvenz der Disch-AG, die am 5. Oktober 1929 erlosch.
Inzwischen hatten im Juli 1928 die Architekten Bruno Paul und Franz Weber einen noch von der „Disch Hotel- und Verkehrs-AG“ ausgeschriebenen Wettbewerb zum Bau eines monumentalen städtischen Verwaltungsgebäudes gewonnen. Die Ausführung des Eckgebäudes im Stil der Neuen Sachlichkeit erfolgte als Rundbau, der eine Querbänderung der Fensterzonen vorsah und ein markantes Treppenhaus beinhaltete. Durch die Fensterbänder ergibt sich eine horizontal gegliederte Rundbogenfassade, während das Erdgeschoss vollständig in Schaufenster aufgelöst ist. Es gilt als wichtigstes Zeugnis der Neuen Sachlichkeit in der Domstadt und als eines der Hauptwerke des Architekten Bruno Paul. Das Gebäude war auch eines der ersten Bauwerke, bei dem in großem Umfang dünne Natursteinplatten vorgehängt wurden. Die Einweihung erfolgte am 1. Februar 1930. Das oberste Geschoss fiel im Zweiten Weltkrieg einem Luftangriff zum Opfer, so dass heute nur noch 5 Etagen vorhanden sind. Das Bauwerk steht seit 15. Oktober 1981 mit der Denkmalnummer 787 unter Denkmalschutz.

## Eigentümerwechsel
Im wiederhergestellten Gebäude brachte die Stadt Köln nacheinander das Liegenschaftsamt, später den Stadtkonservator, das Bürgeramt Innenstadt, das Sozialamt und das Rechnungsprüfungsamt unter. Im November 2005 verkaufte die Stadt Köln das Disch-Haus an ein aus dem Schweizer Immobilienfonds UBS, Colonia Real Estate AG und Redos Real Estate GmbH bestehendes Konsortium für 18,3 Millionen Euro. Das Konsortium sanierte das Gebäude anschließend grundlegend und vermietete die 7700 m² Büroflächen, als Ankermieter gewann man das westfälische Versandhaus Manufactum. Der 1952 installierte sockelgetriebene Schindler-Paternosteraufzug ist einer von fünf in Köln noch zugelassenen Paternostern und überstand die Renovierungen im Disch-Haus. Im Dezember 2008 ging das Gebäude für 40 Millionen Euro in den Besitz der Bayerischen Versorgungskammer über.

## Trivia
Im Hotel Disch verstarb am 16. Januar 1880 Helen Jane Gladstone (1814–1880), Schwester des ehemaligen britischen Premierministers William Ewart Gladstone. Er begleitete sie an ihrem Sterbebett. Sie soll dort rund 10 Jahre lang gewohnt haben. Ihre Konversion zur katholischen Kirche war zu ihrer Zeit ein Skandal.